# 충북여자중학교
충북여자중학교(忠北女子中學校)는 대한민국 충청북도 청주시 서원구 모충동에 있는 사립 중학교이다.

## 학교 연혁
- 1954년 7월 22일 : 학교법인 신라학원 설립 인가
- 1954년 9월 1일 : 신라여자중학교 설립 인가(6학급)
- 1954년 9월 5일 : 초대 교장 강기용 박사 취임
- 1954년 9월 9일 : 개교
- 1957년 2월 26일 : 제1회 졸업식
- 1963년 1월 21일 : 충북여자중학교로 교명 변경
- 1996년 8월 10일 : 학교법인 서원학원으로 명칭 변경
- 2001년 2월 9일 : 개축 교사 준공식(지하 1층, 지상 4층)
- 2020년 11월 20일 : 학교법인 서원학원 전찬구 이사장 취임
- 2023년 9월 1일 : 제25대 김은주 교장 취임
- 2024년 1월 16일 : 제68회 졸업(83명, 총 23,003명 졸업)

## 참고 자료
- 충북여자중학교 - 한국교육학술정보원 학교알리미